# بعاد (ممارسة)

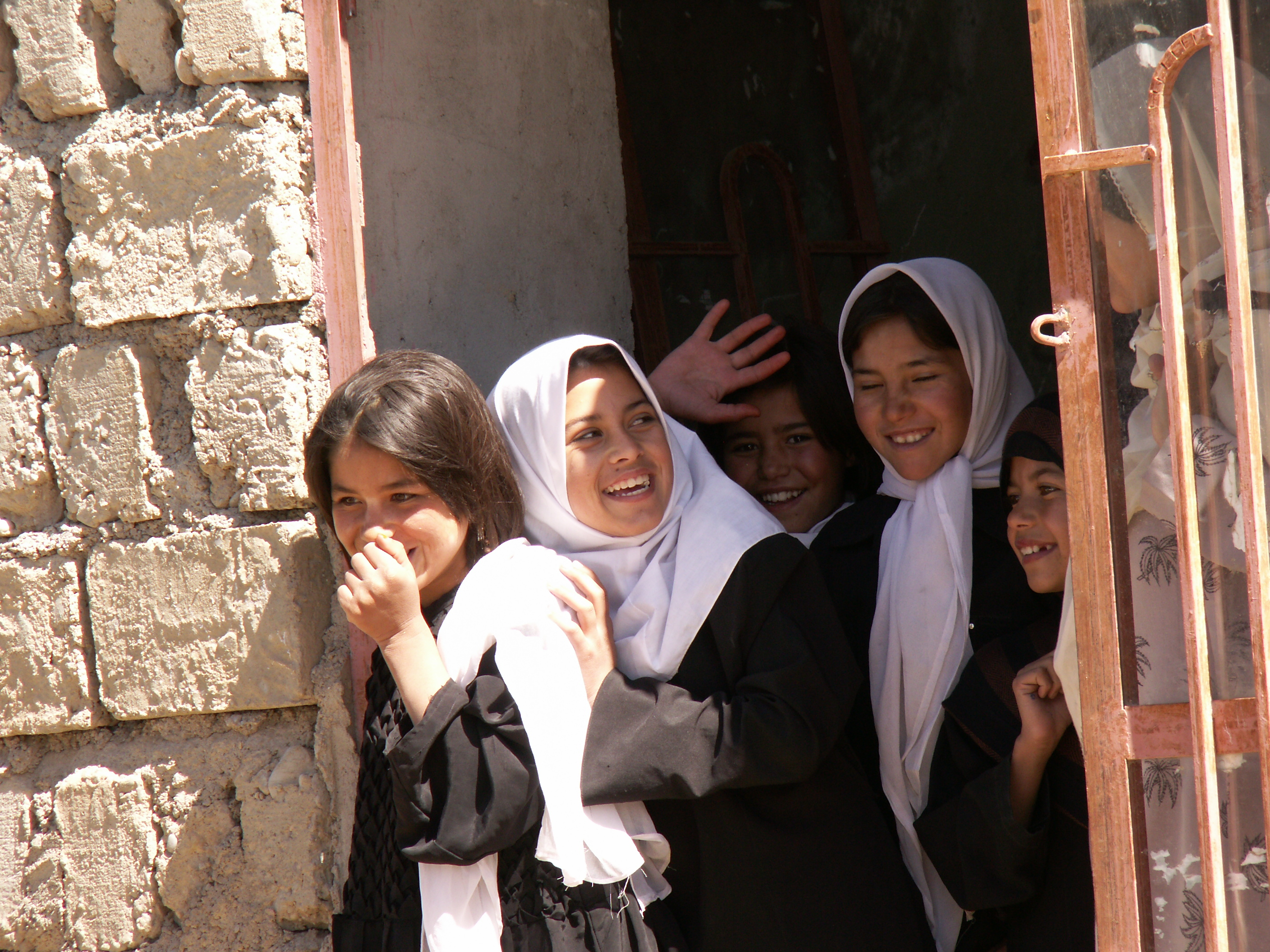

البعاد هو الممارسة التقليدية لتسوية النزاعات في باكستان وأفغانستان بين قبائل البشتون، حيث يتم تقديم فتاة عذراء شابة من عائلة الجاني لتسوية نزاع أقاربها الأكبرسنًا. وقد يشمل ذلك استخدامها كوسيلة لتسوية خلاف مالي أو كوسيلة لتجنب الجدل والضغائن طويلة الأمد. ليس لهذه الممارسة أي أساس قانوني أو ديني وهي مجرد تقليد قديم حظي بقبول واسع بين قبائل البشتون.

## الوصف
البعاد هو تقليد في أفغانستان تستخدم فيه الفتيات الشابات العذراوات كوسيلة لتسوية نزاعات أقاربها الأكبر سنًا، وعادة ما مايكون الرجال في عائلتها المباشرة أو المشتركة هم السبب في هذه النزاعات.
عندما يقوم شخص بسرقة أو قتل أو أغتصاب أو ُيشتبه به في التورط في علاقة غرامية غير مشروعة، يتم تكوين مجلس للشيوخ ليقرر العقوبة. بالنسبة للجرائم الصغيرة، فالعقوبة هي غرامة تتمثل في القليل من الأغنام أو بقرة. أما بالنسبة للجرائم الخطيرة، فهناك عقوبة قياسية وهي أن أسرة المجرم تتخلى عن فتاة عذراء، يتراوح عمرها بين 4 و 14 سنة، وتقدمها لأسرة الضحية. من الناحية النظرية، تتعرض الفتاة للزواج القسري من رجل في عائلة الضحية. في الواقع العملي، تعامل الفتاة في ظل هذه الممارسة باعتبارها لا ترتقي لمنزلة الرقيق، كما يمكن أن تتعرض للضرب وسوء المعاملة، أو حتى القتل. بالتالي ممارسة البعاد هي مصدر العنف المنزلي في أفغانستان.
| بعاد (ممارسة) | وضعونا في غرفة مظلمة قذرة ذات جدران حجرية وانهالوا علينا ضربًا بالعصي وقالوا: 'هرب عمك مع إحدى نسائنا ودنس شرفنا، وسنضربك أنتقامًا لذلك. | بعاد (ممارسة) |

- شاكيلا، فتاة أفغانية تبلغ من العمر 8 سنوات تعرضت لممارسة البعاد، نيويورك تايمز
ويطلق أحيانًا علي البعاد بادي بلغة البشتو، وهي ممارسة شائعة في جنوب أفغانستان، حيث يتم تقديم الفتاة أو المرأة إلى أسرة أخرى لتسوية النزاع بين الأسرتين أو لتكون بمثابة تعويض عن الجريمة أو الدين. وممارسة البعاد ليس لها أساس إسلامي وهي حرام كالزواج القسري، فعن أبي هريرة رضي الله عنه قال رسول الله صلى الله عليه وسلم «لا تنكح الأيم حتى تستأمر ولا تنكح البكر حتى تستأذن» فقالوا: يا رسول الله كيف إذنها؟ قال: «أن تسكت» (رواه البخاري ومسلم وآخرون).

## القانون الأفغاني
يعتبر البعاد جريمة جنائية بموجب المادة 517 من قانون العقوبات الأفغاني لعام 1976، ولكن لا تنطبق المادة إلا عند تطبيق البعاد علي أرملة أو علي فتاة تجاوزت الثامنة عشرة عامًا.وطبقًا للقانون الأفغاني، فإن الحكم على مرتكبي البعاد (وهو إجبار امرأة على الزواج والعبودية) لا يمكن أن يتجاوز عامين من السجن.والجدير بالذكرأنه لم يتم إلقاء القبض علي إي مجلس للشيوخ أو إي أسرة بجريمة تطبيق البعاد. فهذه الممارسة منتشرة على نطاق واسع في أفغانستان. ووفقًا لهيومن رايتس ووتش، ليس الشعب الأفغاني ومجالس الشيوخ على دراية بوجود قانون أو حظر لهذه الممارسة.

## تقاليد مشابهة
في باكستان، يوجد تقليد مشابه للبعاد ويسمى فاني وسوارا أو ساك، اعتمادًا على المنطقة.

## روابط خارجية
- "Afghan Women and the Return of the Taliban", Bibi Aisha cover story in Time magazine